# Leave Out All the Rest
"Leave Out All the Rest" là một bài hát của ban nhạc rock người Mỹ Linkin Park, được phát hành làm đĩa đơn thứ 5 và cũng là đĩa đơn cuối cùng trong album thứ 3 của họ, Minutes to Midnight. Nhờ doanh số cao của bản kỹ thuật số bài hát trong tuần phát hành album, nó đã lọt vào bảng xếp hạng Billboard Pop 100 trong tuần đó. Đĩa đơn được phát hành vào ngày 15 tháng 7 năm 2008.

## Hoàn cảnh
Tựa đề ban đầu của bài hát là "Fear" và "When My Time Comes". Trong lúc sáng tác, ban nhạc đã trải qua hơn 30 phiên bản lời bái hát trước khi hoàn thành phiên bản cuối cùng cho album. Bài hát kết hợp nhiều âm tổng hợp và âm mẫu với tiếng guitar và trống cùng giọng hát mạnh mẽ.
Trong một bài phỏng vấn của Kerrang! về ban nhạc và album, giọng ca Chester Bennington đã phát biểu về bài hát, "Ngay từ đầu chúng tôi biết đây sẽ là một đĩa đơn, vì vậy chúng tôi đã làm việc rất nỗ lực để đảm bảo nó có ca từ tuyệt vời. Tôi hát câu 'Pretending someone else can come and save me from myself' ('Giả vờ như ai đó có thể đến và cứu tôi khỏi chính mình') vì nó giống như một lời xin lỗi, như thể tôi đang bước tiếp nhưng tôi muốn mọi người nhớ đến những điều tốt đẹp chứ không phải những điều xấu. Chủ yếu bài hát nói về sự khiêm nhường."  Mike Shinoda cũng đã cho rằng Rick Rubin (nhà sản xuất của Minutes to Midnight) là người đầu tiên nói "Bài này nghe như một đĩa đơn tầm cỡ vậy".

## Góp mặt
Bài hát được đưa vào nhạc phim nguyên bản của bộ phim Twilight năm 2008. Nó được phát trong phần danh đề. Ngoài ra, màn trình diễn từ "Road to Revolution" cũng có trong DVD phiên bản đặc biệt của Twilight.
"Leave Out All the Rest" là tiêu đề của một tập CSI được phát sóng vào ngày 6 tháng 11 năm 2008. Ban nhạc đã thỏa thuận với CBS để đưa bài hát vào tập phim. Nó bao gồm một số nhạc tố của bài hát được phát ở phần mở đầu và kết thúc của tập phim.
Vào năm 2011, loạt phim hành động Alarm für Cobra 11 của Đức sử dụng một phần của bài hát (đoạn điệp khúc) trong một cảnh buồn, đây là lần thứ 5 một bài hát của Linkin Park được sử dụng trong loạt phim.

## Video âm nhạc

Ảnh chụp màn hình từ video âm nhạc chính thức

Trong một cuộc phỏng vấn với MTV, Mike nói rằng video, do Joe Hahn đạo diễn, lấy bối cảnh trong một thế giới tương lai, chịu ảnh hưởng của khoa học viễn tưởng, và mô tả về cuộc sống hàng ngày của các thành viên ban nhạc sẽ như thế nào nếu họ sống ngoài không gian. Ban nhạc sống trong một môi trường nhân tạo, hoang tàn đang trên một hành trình đi khắp thiên hà. Lúc đầu, họ dành thời gian để thực hiện các công việc cơ bản, nhưng sau đó trọng lực trên tàu bị mất, khiến các thành viên trôi nổi vào Mặt trời hoặc một ngôi sao nào đó. Video không có cảnh trình diễn nhạc nào, mặc dù Chester Bennington hát trong hầu hết các cảnh solo của ông. Đoạn video nhạc chịu ảnh hưởng bởi bộ phim Sunshine của Anh, mượn hình ảnh và khái niệm tương tự. Hahn nói:
Chúng tôi là những nhà thám hiểm không gian, cũng giống như khi chúng tôi đi du ngoạn. Chúng tôi bỏ lại cuộc sống gia đình của mình phía sau, và tôi cho rằng nó có mối liên quan với bài 'Leave Out All the Rest', ở chỗ chúng tôi phải bỏ lại mọi thứ để làm một việc tốt đẹp hơn.

Đoạn video bị rò rỉ vào ngày 30 tháng 5 năm 2008, cùng ngày ban nhạc nói rằng buổi ra mắt video sẽ diễn ra vào ngày 2 tháng 6 năm 2008. Nó nằm trong 10 bài hát hàng đầu của tuần trên VH1.
Tính đến tháng 1 năm 2021, bài hát đã có 165 triệu lượt xem trên YouTube.

## Doanh số thương mại
Bài hát đã đứng 1 tuần trên Billboard Pop 100 mà không được phát hành chính thức dưới dạng đĩa đơn, ở vị trí 98. Bài hát ra mắt trên Billboard Hot Modern Rock Tracks của Mỹ ở vị trí thứ 35 và đạt đỉnh ở vị trí thứ 11. Đây là một trong những bài hát có thứ hạng thấp nhất của Linkin Park ở Anh cho đến nay, đạt vị trí thứ 90, cũng như trên bảng xếp hạng Billboard Modern Rock, chỉ đạt vị trí thứ 11. "Leave Out All the Rest" ra mắt trên Billboard Hot 100 ở vị trí 99 và Billboard Hot Digital Songs ở vị trí 72. Đĩa đơn này sau đó đã đạt vị trí thứ 94 trên Billboard Hot 100. Mặc dù bài hát có doanh số tầm trung, đĩa đơn vẫn được chứng nhận Vàng bởi RIAA vào năm 2009, và sau đó đạt Bạch kim vào năm 2017.

## Danh sách ca khúc
| đĩa đơn CD • đĩa đơn iTunes | đĩa đơn CD • đĩa đơn iTunes                                            | đĩa đơn CD • đĩa đơn iTunes |
| STT                         | Nhan đề                                                                | Thời lượng                  |
| --------------------------- | ---------------------------------------------------------------------- | --------------------------- |
| 1.                          | "Leave Out All the Rest"                                               | 3:19                        |
| 2.                          | "In Pieces" (Live from Projekt Revolution, Washington DC, Aug. 19 '07) | 3:47                        |

Tất cả các ca khúc được viết bởi Linkin Park.
| đĩa đơn Maxi | đĩa đơn Maxi                                                                     | đĩa đơn Maxi |
| STT          | Nhan đề                                                                          | Thời lượng   |
| ------------ | -------------------------------------------------------------------------------- | ------------ |
| 1.           | "Leave Out All the Rest"                                                         | 3:19         |
| 2.           | "In Pieces" (Live from Projekt Revolution, Washington DC, Aug. 19 '07)           | 3:47         |
| 3.           | "Leave Out All the Rest" (Live from Projekt Revolution, Detroit MI, Aug. 22 '07) | 3:26         |
| 4.           | "Leave Out All the Rest" (Video)                                                 |              |

Tất cả các ca khúc được viết bởi Linkin Park.
| đĩa đơn Nhật Bản | đĩa đơn Nhật Bản                                                                 | đĩa đơn Nhật Bản |
| STT              | Nhan đề                                                                          | Thời lượng       |
| ---------------- | -------------------------------------------------------------------------------- | ---------------- |
| 1.               | "Leave Out All the Rest"                                                         | 3:19             |
| 2.               | "Leave Out All the Rest" (Live from Projekt Revolution, Detroit MI, Aug. 22 '07) | 3:26             |
| 3.               | "L.O.A.T.R." (M. Shinoda Remix)                                                  | 3:46             |
| 4.               | "Leave Out All the Rest" (Video)                                                 | 3:25             |
| 5.               | "Leave Out All the Rest" (Live Video)                                            | 3:27             |

Tất cả các ca khúc được viết bởi Linkin Park.
| iTunes EP | iTunes EP                                                                        | iTunes EP  |
| STT       | Nhan đề                                                                          | Thời lượng |
| --------- | -------------------------------------------------------------------------------- | ---------- |
| 1.        | "Leave Out All the Rest"                                                         | 3:19       |
| 2.        | "In Pieces" (Live from Projekt Revolution, Washington DC, Aug. 19 '07)           | 3:47       |
| 3.        | "Leave Out All the Rest" (Live from Projekt Revolution, Detroit MI, Aug. 22 '07) | 3:26       |

## Xếp hạng
| Bảng xếp hạng (2008–09)                 | Vị trí cao nhất |
| --------------------------------------- | --------------- |
| Úc (ARIA)                               | 24              |
| Áo (Ö3 Austria Top 40)                  | 17              |
| Bỉ (Ultratop 50 Wallonia)               | 12              |
| Canada Rock (Billboard)                 | 39              |
| Cộng hòa Séc (Rádio Top 100)            | 12              |
| European Hot 100 Singles                | 54              |
| Phần Lan (Suomen virallinen lista)      | 19              |
| Đức (GfK)                               | 15              |
| New Zealand (Recorded Music NZ)         | 38              |
| Polish Singles Chart                    | 3               |
| Portugal Airplay Chart                  | 5               |
| Slovakia (Rádio Top 100)                | 12              |
| Thụy Điển (Sverigetopplistan)           | 42              |
| Thụy Sĩ (Schweizer Hitparade)           | 36              |
| Turkey Top 20 Chart                     | 9               |
| Anh Quốc Rock and Metal (OCC)           | 2               |
| Anh Quốc (OCC)                          | 90              |
| Hoa Kỳ Billboard Hot 100                | 94              |
| US Billboard Hot Modern Rock Tracks     | 11              |
| US Billboard Hot Mainstream Rock Tracks | 33              |
| US Billboard Hot Adult Top 40 Tracks    | 23              |
| US Billboard Pop 100                    | 69              |

| Bảng xếp hạng (2017)                   | Vị trí cao nhất |
| -------------------------------------- | --------------- |
| Cộng hòa Séc (Singles Digitál Top 100) | 80              |
| Hoa Kỳ Hot Rock Songs (Billboard)      | 22              |

### Bảng xếp hạng cuối năm
| Bảng xếp hạng (2008)      | Vị trí |
| ------------------------- | ------ |
| Bảng xếp hạng đĩa đơn Đức | 93     |

| Bảng xếp hạng (2019) | Vị trí |
| -------------------- | ------ |
| Bồ Đào Nha (AFP)     | 2510   |

## Chứng nhận
| Quốc gia                                                    | Chứng nhận | Số đơn vị/doanh số chứng nhận |
| ----------------------------------------------------------- | ---------- | ----------------------------- |
| Hoa Kỳ (RIAA)                                               | Platinum   | 1.000.000‡                    |
| ‡ Chứng nhận dựa theo doanh số tiêu thụ và phát trực tuyến. |            |                               |